# アンドレアス・コフラー
アンドレアス・コフラー（Andreas Kofler、1984年5月17日 - ）は、オーストリア、チロル州インスブルック出身の元スキージャンプ選手である。トリノおよびバンクーバーオリンピック、ノルディックスキー世界選手権、フライング世界選手権のメダリスト。助走で左右に大きく手を広げる姿勢がトレードマーク。

## 経歴
18歳だった2002/03シーズンからワールドカップ本選に参戦した。表彰台に2回上がるなど活躍し、総合16位となった。しかしその後の2シーズンはあまり好成績は挙げられず、2003/04シーズン総合21位、2004/05シーズン総合40位に終わった。
2005/06シーズンは好調で、2006年2月4日、ヴィリンゲン（ドイツ）でワールドカップ初優勝、好調のままトリノオリンピックに臨んだ。最初のノーマルヒルこそ11位に終わったが、ラージヒルでは同僚トーマス・モルゲンシュテルンに次いで銀メダル、団体戦では金メダルを獲得した。このシーズンのワールドカップ総合で7位となっている。
翌2006/07シーズンはワールドカップで3度2位になるなど総合7位、世界選手権（札幌）では団体で金メダルを獲得、2008年のスキーフライング世界選手権オーベルストドルフ大会でも団体金メダルを獲得した。
2008/09シーズンは不振だったが2010年のスキージャンプ週間で総合優勝を果たした。バンクーバーオリンピックでは個人ノーマルヒル19位、個人ラージヒルではメダルに1ポイント及ばず4位、団体では金メダルを獲得した。ワールドカップ総合はそれまでの自己最高の4位となった。
2010/11シーズンは開幕戦の個人ラージヒル（クーサモ）で優勝して以来1桁順位を続けて好調を維持、2011年ノルディックスキー世界選手権ではノーマルヒル個人で銀メダルを獲得、団体戦2種目で金メダルを獲得した。ラージヒルの団体ではホルメンコーレンジャンプ競技場のパッケンレコードとなる141.0mを記録。ラージヒル個人でも4位だった。総合3位で臨んだワールドカップ最終戦のフライングでは23位に終わってアダム・マリシュに抜かれ、総合4位に甘んじた。
2011/12シーズンは開幕から3連勝するなど絶好調でジャンプ週間第3戦にはシーズン5勝目をあげるなどランキング首位を走った。しかしそれ以後はやや成績が伸びず、結局総合順位ではアンデシュ・バーダル、グレゴア・シュリーレンツァウアーにつぐ3位となった。フライング世界選手権ヴィケルスン大会では団体金メダルのメンバーとなった
2012/13シーズンはワールドカップで優勝2回を含む4度の表彰台を獲得し総合17位となったが、世界選手権には出場できなかった。
2013/14シーズンはワールドカップでは前半が不調で、ソチオリンピックの出場を逃した。後半はトロンハイム大会で2位となるなどポイントを伸ばし、総合12位となった。
2014/15シーズン以降はコンチネンタルカップにまわることが増えた。2017年秋は自己免疫疾患により欠場、その後競技に復帰したが、2019年5月引退を表明した。

## 主な競技成績

### 冬季オリンピック
- 2006年トリノオリンピック（ イタリア）
  - 個人ノーマルヒル 11位
  - 個人ラージヒル 2位
  - 団体ラージヒル 1位
- 2010年バンクーバーオリンピック（ カナダ）
  - 個人ノーマルヒル 19位
  - 個人ラージヒル 4位
  - 団体ラージヒル 1位

### 世界選手権
- 2003年ヴァル・ディ・フィエンメ大会 ( イタリア)
  - 団体ラージヒル 5位
- 2007年札幌大会 ( 日本)
  - 個人ノーマルヒル 6位
  - 個人ラージヒル 8位
  - 団体ラージヒル 1位
- 2011年オスロ大会 ( ノルウェー)
  - 個人ノーマルヒル 2位
  - 個人ラージヒル 4位
  - 団体ノーマルヒル 1位
  - 団体ラージヒル 1位

### フライング世界選手権
- 2006年バート・ミッテルンドルフ大会( オーストリア)
  - 個人 14位
  - 団体 4位
- 2008年オーベルストドルフ大会( ドイツ)
  - 個人 16位
  - 団体 1位
- 2012年ヴィケルスン大会（ ノルウェー）
  - 個人 6位
  - 団体 1位

### ワールドカップ
- 通算 1位12回、2位13回、3位11回（2016/17シーズンまで）

| シーズン | 順位 | ポイント       |
| -------- | ---- | -------------- |
| 2001/02  | .    | （予選不通過） |
| 2002/03  | 16.  | 506            |
| 2003/04  | 21.  | 263            |
| 2004/05  | 40.  | 82             |
| 2005/06  | 7.   | 699            |
| 2006/07  | 7.   | 727            |
| 2007/08  | 13.  | 627            |
| 2008/09  | 36.  | 102            |
| 2009/10  | 4.   | 893            |
| 2010/11  | 4.   | 1128           |
| 2011/12  | 3.   | 1203           |
| 2012/13  | 17.  | 473            |
| 2013/14  | 12.  | 468            |
| 2014/15  | 29.  | 173            |
| 2015/16  | 38.  | 62             |
| 2016/17  | 23.  | 307            |
| 2018/19  | .    | （予選不通過） |